# Pierre Tudebode
Pierre Tudebode était un prêtre et chroniqueur poitevin.

## Biographie
Il prit part à la première croisade, dont il écrivit la chronique Historia de Hierosolymitano itinere, où se trouve notamment son témoignage personnel sur le Siège d'Antioche.
Certains critiques pensent que les Gesta Francorum anonymes dérivent du récit de Tudebode, mais J. Rubenstein émet l'hypothèse que les deux textes dérivent d'une source commune, aujourd'hui perdue.

## Sources
1. ↑  Valentin L. Portnykh, « Les Byzantins vus par les chroniqueurs de la Première croisade », Le Moyen Age, no 3,‎ 2014, p. 713–726 (ISSN 0027-2841, DOI 10.3917/rma.203.0713, lire en ligne, consulté le 8 janvier 2025)

- Pierre Tudebode, Historia de Hierosolymitano itinere, Recueil des historiens des croisades, Historiens occidentaux, tome 3, Paris 1866.
- Tudebodus, Petrus, Historia de Hierosolymitano itinere, introd., trad. et notes par John H. Hill et Laurita L. Hill., Philadelphie, 1974 (Memoirs of the American Philosophical Society, 101),  (ISBN 0-87169-101-9).
- Jay Rubenstein, What is the Gesta Francorum, and who was Peter Tudebode?, Revue Mabillon 16 (2005), ISSN 0035-3620, 179-204.